# Guidjel
Guidjel (în arabă قجال) este o comună din provincia Sétif, Algeria.
Populația comunei este de 33.685 de locuitori (2008).